# Allogamus corsicus
Allogamus corsicus là một loài Trichoptera trong họ Limnephilidae. Chúng phân bố ở miền Cổ bắc.